# هوهانس دانیلیان
هوهانس دانیلیان (ارمنی: Հովհաննես Դանիելյան؛ زادهٔ ۱۱ آوریل ۱۹۸۷) بوکسور آماتور اهل ارمنستان است که در  مسابقات قهرمانی بوکس آماتوری اروپا در سال ۲۰۰۸ در لیورپول به مدال نقره و در سال ۲۰۰۶ در پلوودیو به مدال برنز و در سال ۲۰۱۰ در مسکو به مدال برنز یافت.